# Seznam veleposlaništev Republike Slovenije
Seznam diplomatsko-konzularnih predstavništev Republike Slovenije v tujini: 

## A
Albanija
- Veleposlaništvo Republike Slovenije v Tirani (veleposlanik Peter Japelj)

 Alžirija
- Veleposlaništvo Republike Slovenije v Alžiru (odpravnik poslov Bogdan Batič)

 Argentina
- Veleposlaništvo Republike Slovenije v Buenos Airesu (veleposlanica Tina Vodnik)
  - Nerezidenčna akreditacija: Čile, Urugvaj, Paragvaj in Peru.

 Avstralija
- Veleposlaništvo Republike Slovenije v Canberri (veleposlanik Marko Ham)
  - Nerezidenčna akreditacija: Indonezija, Malezija in Nova Zelandija.

 Avstrija
- Veleposlaništvo Republike Slovenije na Dunaju (veleposlanik Marko Štucin)
- Stalno predstavništvo Republike Slovenije pri OZN, OVSE in drugih mednarodnih organizacijah na Dunaju (veleposlanica Barbara Žvokelj)

## B
Belgija
- Veleposlaništvo pri Kraljevini Belgiji ter Stalno predstavništvo pri Evropski uniji in NATU v Bruslju.Veleposlaništvo Republike Slovenije v Belgiji (veleposlanica Barbara Sušnik)
  - Nerezidenčna akreditacija: Afriška unija, Etiopija, Luksemburg in Zelenortski otoki.
- Stalno predstavništvo Republike Slovenije pri Evropski uniji (veleposlanica Metka Ipavic)
- Stalno predstavništvo Republike Slovenije pri NATO (veleposlanik dr. Andrej Benedejčič)

 Bolgarija
- Veleposlaništvo Republike Slovenije v Bolgariji (veleposlanica Nataša Bergelj)

 Bosna in Hercegovina
- Veleposlaništvo Republike Slovenije v Bosni in Hercegovini  (veleposlanik Damijan Sedar)

 Brazilija
- Veleposlaništvo Republike Slovenije v Braziliji (veleposlanica Mateja Kračun)
  - Nerezidenčna akreditacija: Bolivija, Ekvador, Kolumbija in Venezuela.

## Č
Češka
- Veleposlaništvo Republike Slovenije na Češkem (veleposlanica Tanja Strniša)

 Črna gora
- Veleposlaništvo Republike Slovenije v Črni gori  (veleposlanica Bernarda Gradišnik)

## D
Danska
- Veleposlaništvo v Kopenhagnu. Veleposlaništvo Republike Slovenije na Danskem (veleposlanik Mihael Zupančič)
  - Nerezidenčna akreditacija: Finska, Islandija, Norveška, Švedska.

## E
Egipt
- Veleposlaništvo Republike Slovenije v Egiptu (veleposlanik Sašo Podlesnik)
  - Nerezidenčna akreditacija: Jordanija, Katar, Kuvajt, Oman in Saudova Arabija.

 Etiopija
- Veleposlaništvo Republike Slovenije v Etiopiji

## F
Filipini
- Veleposlaništvo Republike Slovenije na Filipinih (odpravnik poslov Dragan Barbutovski)

 Francija
- Veleposlaništvo Republike Slovenije v Franciji (veleposlanica Renata Cvelbar Bek)
  - Nerezidenčna akreditacija: Maroko, Monako.
- Stalno predstavništvo Republike Slovenije pri Svetu Evrope (veleposlanik Andrej Slapničar)
- Stalno predstavništvo Republike Slovenije pri OECD (veleposlanik Peter Ješovnik)

## G
Grčija
- Veleposlaništvo Republike Slovenije v Grčiji (veleposlanica Tamara Weingerl Požar)
  - Nerezidenčna akreditacija: Ciper.

## H
Hrvaška
- Veleposlaništvo Republike Slovenije na Hrvaškem (veleposlanik Gašper Dovžan)

## I
Indija
- Veleposlaništvo Republike Slovenije v Indiji (veleposlanik Tomaž Mencin)
  - Nerezidenčna akreditacija: Bangladeš, Butan, Nepal in Šrilanka.

 Iran
- Veleposlaništvo Republike Slovenije v Iranu (veleposlanik Igor Jukič)
  - Nerezidenčna akreditacija: Pakistan.

 Irska
- Veleposlaništvo Republike Slovenije na Irskem (veleposlanik Matej Marn)

 Italija
- Veleposlaništvo Republike Slovenije v Italiji (veleposlanik Matjaž Longar)
  - Nerezidenčna akreditacija: Libija, Malta, San Marino in Tunizija.

 Izrael
- Veleposlaništvo Republike Slovenije v Izraelu (veleposlanica Andreja Purkart Martinez)

## J
Japonska
- Veleposlaništvo Republike Slovenije na Japonskem (veleposlanik Jurij Rifelj)

 Južna Koreja
- Veleposlaništvo Republike Slovenije v Južni Koreji (veleposlanik Jernej Müller)

## K
Kanada
- Veleposlaništvo Republike Slovenije v Kanadi (veleposlanik Andrej Medica)
  - Nerezidenčna akreditacija: Kuba.

 Kitajska
- Veleposlaništvo Republike Slovenije na Kitajskem (veleposlanik Boštjan Malovrh)
  - Nerezidenčna akreditacija: Mongolija, Severna Koreja, Tajska in Vietnam.

 Kosovo
- Veleposlaništvo Republike Slovenije na Kosovu (veleposlanik Borut Blaj)

## L
Latvija
- Veleposlaništvo Republike Slovenije v Latviji (veleposlanik Tomaž Matjašec)

## M
Madžarska
- Veleposlaništvo Republike Slovenije na Madžarskem (veleposlanik Anžej Frangeš)

## N
Nemčija
- Veleposlaništvo Republike Slovenije v Nemčiji (veleposlanica Ana Polak Petrič)

 Nizozemska
- Veleposlaništvo Republike Slovenije na Nizozemskem (veleposlanik Jožef Drofenik)

## P
Palestina
- Urad Republike Slovenije v Palestini (vodja urada Vojko Kuzma)

 Poljska
- Veleposlaništvo Republike Slovenije na Poljskem (veleposlanik Bojan Pograjc)
  - Nerezidenčna akreditacija: Estonija, Litva.

## R
Romunija
- Veleposlaništvo Republike Slovenije v Romuniji (veleposlanik Robert Kokalj)

 Rusija
- Veleposlaništvo Republike Slovenije v Ruski federaciji (veleposlanica Darja Bavdaž Kuret)
  - Nerezidenčna akreditacija: Belorusija, Kazahstan, Kirgizistan, Tadžikistan, Turkmenistan in Uzbekistan.

## S
Severna Makedonija
- Veleposlaništvo Republike Slovenije v Makedoniji (veleposlanik Gregor Presker)

 Slovaška
- Veleposlaništvo Republike Slovenije na Slovaškem (veleposlanik Stanislav Raščan)

 Srbija
- Veleposlaništvo Republike Slovenije v Srbiji (veleposlanik Slobodan Šešum)

 Sveti sedež (Vatikan)
- Veleposlaništvo Republike Slovenije pri Svetem sedežu (veleposlanik Franc But)

## Š
Španija
- Veleposlaništvo Republike Slovenije v Španiji (veleposlanik Robert Krmelj)
  - Nerezidenčna akreditacija: Andora in Alžirija.

  Švica
- Veleposlaništvo Republike Slovenije v Švici (veleposlanik Iztok Grmek)
  - Nerezidenčna akreditacija:  Lihtenštajn
- Stalno predstavništvo Republike Slovenije pri Združenih narodih in ostalih mednarodnih organizacijah v Ženevi (veleposlanica Anita Pipan)

## T
Turčija
- Veleposlaništvo Republike Slovenije v Turčiji (veleposlanik Gorazd Renčelj)
  - Nerezidenčna akreditacija: Afganistan, Azerbajdžan, Libanon in Irak.

## U
Ukrajina
- Veleposlaništvo Republike Slovenije v Ukrajini (veleposlanica Mateja Prevolšek)
  - Nerezidenčna akreditacija: Armenija, Gruzija in Moldavija.

## Z
Združeni arabski emirati
- Veleposlaništvo Republike Slovenije v Združenih Arabskih Emiratih (veleposlanik Natalia Al Mansour)

 Združene države Amerike
- Veleposlaništvo Republike Slovenije v Združenih državah Amerike (veleposlanik Iztok Mirošič)
  - Nerezidenčna akreditacija: Mehika.
- Stalno predstavništvo Republike Slovenije pri Združenih narodih (veleposlanik Boštjan Malovrh)

 Združeno kraljestvo
- Veleposlaništvo Republike Slovenije v Združenemu kraljestvu (veleposlanica Sanja Štiglic)
  - Nerezidenčna akreditacija: Irska.

## Nekdanja veleposlaništva[1]
Finska
- Veleposlaništvo Republike Slovenije na Finskem (zaprto 15. oktobra 2012)

 Portugalska
- Veleposlaništvo Republike Slovenije na Portugalskem (zaprto 15. septembra 2012)

 Švedska
- Veleposlaništvo Republike Slovenije na Švedskem (zaprto 15. oktobra 2012)